# Halichoeres cosmetus
Donzelle mannequin, Girelle à raies d'or
Espèce
Statut de conservation UICN

 LC  : Préoccupation mineure
Halichoeres cosmetus, communément appelé Donzelle mannequin ou Girelle à raies d'or, est une espèce de poissons osseux de petite taille de la famille des Labridae.

## Aire de répartition
Cette espèce est endémique à la province de KwaZulu-Natal en Afrique du Sud et à l'île de Socotra (Yémen).

## Description
Ce poisson peut atteindre une longueur totale de 13 cm.

## Statut de conservation
L'espèce ne fait face à aucune menace importante au-delà de la collecte occasionnelle pour des aquariums.